# Willem Hespe
Willem Hespe (Den Haag, 25 december 1875 – Amsterdam, 22 januari 1964) was een Nederlands koordirigent. 

## Willem Hespe
Hij is zoon van hoedenmaker Jan Daniel Hespe en Maria Alida Christina Josephina Gerz. Hespe was getrouwd met de pianiste en pianolerares Cato du Mée (Maria Magdalena Alida Du Mee, 1876-1957). Ze hadden een dochter Rie (Boender-)Hespe (Maria Magdalena Alida Hespe, 1902-), die vaak optrad als pianobegeleidster van het koor Zanglust. Willem Hespe werd begraven op Zorgvlied.
Zijn muziekopleiding kreeg hij van diverse privéleraren, maar was voornamelijk autodidact. Het zag er in eerste instantie niet naar uit dat hij in de muziek zou belanden; hij was in eerste instantie beeldhouwer. Hespe werd dirigent van onder meer het koor Zanglust te Amsterdam en De vereenigde Zangers te Alkmaar. Hij gaf les aan de Vereeniging tot verbetering van den Volkszang.  De zangeres Annie Delorie had ook bij dit koor gezongen en in februari 1961 trad zij op ter gelegenheid van Hespe's 85e verjaardag. 
Naast dit kinderkoor, had Willem Hespe ook een kinderkoor in 1924 opgericht dat optrad voor de Hilversumsche Draadlooze Omroep ofwel HDO, de latere AVRO. Hij verleende met zijn koren ook medewerking aan bijvoorbeeld de Mattheüs Passion-uitvoeringen.
Hij schreef ook enkele liederen zoals De storm en de eik, Een geestelijk lied en Het kerkklokje.

## Piet Hespe
Boer Piet/Pieter Hespe (Amsterdam, 25 april 1882-Haarlem, 22 november 1959) was naast ambtenaar voor de Nederlandse Spoorwegen ook dirigent van koren in het westen van het land. Meest bekend raakte zijn kinderkoor waarin onder andere Wim Sonneveld zong.  Hij viel met zijn koren regelmatig in de prijzen en trad in de jaren twintig en dertig ook wel op voor de radio.
- Bibliothèque nationale de France: cb140146267 (data)
- International Standard Name Identifier: 0000 0000 5515 5668
- MusicBrainz: 25f78912-c9db-4cbb-8335-fe19ffcd45e8
- Virtual International Authority File: 5130087
- WorldCat: E39PBJvCMbPvBKrPPtDhc8fcyd